# 호스텔 2
《호스텔 2》(영어: Hostel: Part II)는 2007년 개봉한 미국의 공포 영화이다. 2005년 영화 《호스텔》 속편이다. 고문과 살인 경험을 제공하는 관광 사업체 엘리트 헌팅에 어떤 인물들이 가입하는지, 입찰과 경매는 어떤 식으로 이뤄지는지, 신입 회원으로 등록하는 방법은 뭔지 등 자세한 설정이 풀린다.
2011년 DVD 영화 《호스텔 3》이 출시되었다.

## 줄거리
전편 주인공 팩스턴이 엘리트 헌팅 보스 사샤의 지시로 목이 잘린 뒤에 본 영화 주인공들이 등장한다.
로마에서 미술을 공부 중인 미국인 베스, 휘트니, 로나에게 누드 모델 악셀이 슬로바키아의 스파를 소개한다. 이들이 호스텔에 도착하자 직원이 몰래 여권을 스캐닝해 엘리트 헌팅의 경매에 입찰한다. 미국 사업가 토드가 본인과 친구 스튜어트 앞으로 베스와 휘트니를 낙찰받는다.
야밤에 열린 마을 수확제에서 엘리트 헌팅 회원들이 베스 일행을 살펴본다. 갑부 친구 토드에게 억지로 떠밀려서 온 스튜어트는 베스와 말을 섞고 호감을 느낀다. 만취한 로나는 베스의 만류를 뿌리치고 한 남성과 보트에 탔다가 어디론가 끌려간다.
다음 날 베스, 휘트니, 악셀은 스파에 간다. 악셀은 로나가 남자와 있을 거라고 안심시키지만 그 로나는 사실 욕조가 놓인 방에 거꾸로 매달려있다. 한 여인이 방에 들어와 사정없이 칼집을 내고 흘러내리는 피로 마사지한 뒤 목을 갈라 로나를 죽인다.
스파에서 나온 베스는 모두들 사라져있고 옷가지도 없어진 걸 깨닫고 곧 어느 괴한의 손길을 피해 숲으로 달아나는데, 현지 아이들이 나타나 몽둥이 세례를 한다. 마침 사샤와 악셀이 나타나 베스를 보호하고, 사샤는 경고용으로 아이 한 명에게 총알을 박는다.
안심하고 사샤의 저택에 머물던 베스는 곧 이들이 배후임을 깨닫고 도망치다가 마취제를 들이키고 붙잡힌다. 한편 휘트니는 자신을 치장해주는 여자의 코를 물어뜯고 탈출을 시도해보지만 소용이 없다.
준비가 끝났다는 연락에 신이 난 토드와 영 불편한 표정의 스튜어트. 스튜어트는 베스를 풀어주지만 곧 각성하여 다시 베스를 묶는다. 이와 반대로 토드는 잔뜩 긴장해 핸드 그라인더를 들이대는 시늉만 하다가 실수로 휘트니의 머리에 날이 파고들자 그 광경에 질려서 도망친다. 이를 포착한 경비원이 사람을 죽이지 않으면 건물에서 나갈 수 없다고 경고하자 토드는 다 필요없다며 승강기 안에 주저앉아 운다. 개들이 달려들고, 토드는 온몸이 갈가리 찢겨진다.
엘리트 헌팅 여자 간부는 휘트니를 대신 죽여줄 회원을 물색하다가 스튜어트에게 의사를 묻는다. 이때 한 고객이 미로슬라우의 다리 살을 떼어내 요리해 먹는 모습이 보인다. 베스는 스튜어트의 아내와 달리 자신은 스튜어트가 얼마나 강한지 알고 있으며 축제에서 헤어지고 스튜어트 생각을 많이 했다며 입에 발린 소리를 한다. 급조한 거짓 상찬에 쉽게 넘어간 스튜어트는 베스에게 역으로 제압을 당하고, 베스는 경비원들을 향해 사샤를 불러오라고 소리친다.
개인 재산이 풍족한 베스는 사샤에게 돈으로 자유를 살테니 PDA와 구좌 번호만 내놓으라고 말한다. 반면 스튜어트는 집을 차압당해야 겨우 돈 충당이 가능한 상황. 사샤는 사업상 베스를 회원으로 삼는 게 이득이라고 빠르게 판단한다. 사샤가 사람을 죽여야만 나갈 수 있는 조건을 상기시키자 베스는 보란 듯이 스튜어트의 성기를 잘라낸다.
장면이 전환돼 축제에서 흥을 즐기고 있는 악셀이 보인다. 어느 아이가 가방을 훔치자 악셀은 그 뒤를 쫓아가다가 줄에 걸려 넘어진다. 고개를 들자 누군가 후드를 벗는데 바로 머리를 자른 베스이다. 베스가 도끼로 악셀의 목을 날리자 아이들은 잠시 당황하다가 곧 악셀의 머리통을 공처럼 갖고 놀기 시작한다.

## 출연
- 로런 저먼 - 베스 역
- 로저 바트 - 스튜어트 역
- 리처드 버기 - 토드 역
- 비주 필립스 - 휘트니 역
- 헤더 매터래조 - 로나 역
- 베라 조르다노바 - 악셀 역
- 밀란 크냐슈코 - 사샤 라시모프, 러시아 마피아 역
- 스타니슬라프 야네프스키 - 미로슬라우, 슬로바키아 현지인 역
- 제이 허낸데즈 - 팩스턴 로드리게스 역
- 조던 래드 - 스테퍼니 역
- 뤼크 메랑다 - 이탈리아인 형사 역
- 에드비지 페네크 - 미술 수업 교수 역
- 루제로 데오다토 - 이탈리아인 식인주의자 역

## 반응

### 수상
2008년 제28회 골든 라즈베리상에서 그해에만 신설한 "Worst Excuse for a Horror Movie“ 후보에 올랐다.